# Рудка-Степь
Рудка-Степь (укр. Рудка-Степ) — бывшее село, Малопобиванский сельский совет, Гадячский район, Полтавская область, Украина. Находилось в 0,5 км от села Малая Побиванка. Ликвидировано в 60-70-е года XX века.